# Trombidium
Trombidium is een geslacht van fluweelmijten uit de familie Trombidiidae. Het geslacht omvat ca. 30 soorten.

## Soorten
- Trombidium auroraense Vercammen-Grandjean, Van Driesche & Gyrisco, 1977 – New York
- Trombidium breei Southcott, 1986 - Europa (gastheer: Agapetes galathea, Lepidoptera)
- Trombidium brevimanum (Berlese, 1910) - Europa
- Trombidium cancelai (Robaux, 1967) - Spanje
- Trombidium carpaticum (Feider, 1950) - Frankrijk, Roemenië
- † Trombidium clavipes Koch & Berendt, 1854 - Fossiel: Oligoceen
- Trombidium dacicum (Feider, 1950) - Polen, Roemenië
- Trombidium daunium (Paoli, 1937) - Italië
- Trombidium fturum Schweizer, 1951 - Spanje, Zwitserland
- Trombidium fuornum Schweizer, 1951 - Polen, Zwitserland, Frankrijk
- Trombidium geniculatum (Feider, 1955) - Spanje, Roemenië, Polen, Noorwegen
- Trombidium grandissimum (Koch, 1867) - India
- Trombidium heterotrichum (Berlese, 1910) - Europa
- Trombidium holosericeum (Linnaeus, 1758) - Palearctisch gebied
- Trombidium hungaricum Kobulej, 1957 - Hongarije
- Trombidium hyperi Vercammen-Grandjean, Van Driesche & Gyrisco, 1977 – New York
- Trombidium kneissli (Krausse, 1915) - Europa
- Trombidium latum C.L. Koch, 1837 - Europa
- Trombidium mastigotarsum (Feider, 1956) - Roemenië
- Trombidium mediterraneum (Berlese, 1910) - Europa, Algerije
- Trombidium meyeri (Krausse, 1916) - Europa
- Trombidium monoeciportuense (André, 1928) - Tsjechië, Monaco
- Trombidium neumeyeri (Krausse, 1916) - Japan
- Trombidium parasiticus (de Geer, 1778) - Zweden
- Trombidium poriceps(Oudemans, 1904) - Europa
- Trombidium pygiacum C.L. Koch, 1837 - Duitsland, Roemenië
- Trombidium raeticum Schweizer & Bader, 1963 - Zwitserland
- Trombidium rhopalicus (Vercammen-Grandjean & Popp, 1967) – Duitsland
- Trombidium rimosum C.L. Koch, 1837 - Europa
- Trombidium rowmundi Haitlinger, 1996 - Polen (gebruikt spinnen als gastheer)
- Trombidium semilunare Feider, 1955 - Roemenië
- Trombidium southcotti Zhang & Saboori, 1996 – Iran
- Trombidium susteri (Feider, 1956) - Duitsland, Roemenië
- Trombidium teres (André, 1928) - Frankrijk
- Trombidium tellti (Methlagl, 1928) - Oostenrijk